# Ничушкин, Валерий Иванович
Вале́рий Ива́нович Ничу́шкин (род. 4 марта 1995, Челябинск) — российский хоккеист, правый нападающий «Колорадо Эвеланш». Обладатель Кубка Стэнли 2022 года. Бронзовый призёр чемпионата мира 2017 года в составе сборной России, серебряный призёр чемпионата КХЛ сезона 2012/13 в составе челябинского «Трактора».

## Карьера

### «Трактор»
Воспитанник хоккейной школы «Трактор». Первый тренер — Виктор Ветшев. Профессиональную карьеру начал в МХЛ, в сезоне 2011/2012 в молодёжном клубе «Белые Медведи». 21 ноября 2012 года дебютировал в КХЛ в составе челябинского «Трактора». Первую шайбу в КХЛ забросил 8 января 2013 года в матче против братиславского «Слована». В начале 2013 года эксперты КХЛ и читатели сайта Чемпионат.com признали Валерия лучшим игроком КХЛ в феврале. 18-летний форвард в сезоне, выступая за «Трактор», заработал в 18 матчах 6 (4+2) очков при показателе полезности «+6». В плей-офф КХЛ на счету Ничушкина 9 (6+3) очков в 25 играх при показателе полезности «+5».
Права на хоккеиста официально были приобретены 1 мая 2013 года московским «Динамо». После чего хоккеист сообщил что он отправляется в НХЛ, а его контракт с «Динамо» расторгнут.

### «Даллас Старз»
На драфте НХЛ 2013 он был выбран под общим 10 номером командой «Даллас Старз». Незадолго до драфта Ничушкин сказал, что «Даллас» был его приоритетным вариантом. 8 июля 2013 года руководство «Даллас Старз» объявило о подписании с Ничушкиным стандартного трёхлетнего контракта новичка. Несколько первых матчей Валерий провёл не слишком успешно, уходя с площадки без набранных очков. 20 октября 2013 года в гостевом матче против «Анахайма», в котором его команда уступила 3:6, Ничушкин заработал своё первое очко в НХЛ, отдав голевую передачу. 3 ноября 2013 года в гостевом матче против «Оттавы» Ничушкин забросил свою первую шайбу в НХЛ. Позже выяснилось, что Ничушкин стал самым молодым автором гола в составе «Далласа» за 26 лет. 18 ноября 2013 года в гостевом матче против «Ванкувера» Ничушкин забросил вторую шайбу в НХЛ. 7 декабря 2013 года в матче регулярного чемпионата НХЛ против «Филадельфии» набрал 4 (1+3) очка, повторив тем самым рекорд клуба как игрок, проводящий первый сезон в НХЛ и набравший 4 очка за матч. 23 января 2014 года в матче против «Торонто Мейпл Лифс» Ничушкин оформил свой первый дубль в НХЛ.
Освоиться в НХЛ Ничушкину помог опытнейший одноклубник Сергей Гончар, ставший наставником Валерия в его первом сезоне. Важную роль сыграло отношение главного тренера «Далласа» Линди Раффа, который с пониманием отнёсся к трудностям адаптации Валерия. После нескольких неудачных матчей в начале сезона Рафф пригласил Ничушкина на ужин, где тренер «по-отечески» пообщался с молодым игроком. После этой встречи Валерий обрёл психологическую уверенность на площадке и его игра пошла в гору. В ноябре Ничушкин получил место в первой тройке «Далласа»; выходя на лёд вместе с Тайлером Сегином и Джейми Бенном, он начал регулярно набирать очки и стал лидером команды по показателю плюс-минус. В начале января 2014 Линди Рафф заявил, что не ожидал такого впечатляющего прогресса от 18-летнего новичка и высказал мнение, что Ничушкин входит в шестёрку-семёрку лучших российских форвардов.
Перед началом сезона 2014/15 Ничушкин получил травму бедра. Он провёл лишь четыре матча в составе «Далласа», не набрав в них очков, затем был переведён в фарм-клуб «Техас Старз». 19 ноября ему была сделана операция на бедре. Форвард впервые вышел на лёд после операции 27 марта 2015 года, уже под конец регулярного чемпионата. В результате Валерий провёл лишь восемь матчей в сезоне, сделав в них одну результативную передачу.

### ЦСКА
Третий сезон Ничушкина в НХЛ также сложился не слишком удачно, он стал получать меньше игрового времени и перестал попадать в первые тройки. Заключение нового контракта с «Далласом» затянулось, и в сентябре 2016 Валерий перешёл в ЦСКА, который выкупил права на хоккеиста у московского «Динамо». За два сезона в ЦСКА в 86 матчах чемпионата набрал 51 очко (27+24). По окончании контракта с ЦСКА вернулся в НХЛ.

### Возвращение в «Даллас»
1 июля 2018 года подписал двухлетний контракт на общую сумму $ 5,9 млн с «Даллас Старз», в котором выступал в период с 2013 по 2016 годы. Однако возвращение игрока в НХЛ оказалось неудачным. В сезоне 2018/19 Ничушкин провёл 50 матчей в которых набрал 10 (0+10) очков и стал первым в истории лиги игроком, который не смог забить ни одного гола в 50 играх и не набрать штрафных минут. Летом 2019 года «Даллас» выставил игрока на драфт отказов, после чего выкупил его контракт.

### «Колорадо Эвеланш»
19 августа 2019 года подписал однолетний контракт с «Колорадо Эвеланш». 23 ноября 2019 года забросил шайбу в ворота «Торонто Мейпл Лифс» и  прервал свою безголевую серию, продлившуюся 91 матч. Осенью 2020 года продлил контракт с «Колорадо» на 2 года со среднегодовой зарплатой в $2,5 млн.
В регулярном чемпионате НХЛ сезона 2021/2022 продемонстрировал лучшие для себя показатели результативности: в 62 матчах набрал 52 (25+27) очка. Концовку чемпионата провёл в первом звене с Натаном Маккинноном и Микко Рантаненом (Габриэль Ландескуг отсутствовал из-за травмы). В плей-офф провёл 20 матчей, в которых набрал 15 (9+6) очков. Стал обладателем Кубка Стэнли 2022 года.
В июле 2022 года продлил контракт с «Колорадо» на 8 лет на общую сумму $ 49 млн.
В регулярном сезоне 2022/23 сыграл из-за травм только 53 матча и набрал 47 очков (17+30) при показателе полезности +15. При этом Ничушкин в 53 матчах получил всего 2 минуты штрафа. В плей-офф сыграл только первые 2 матча, после чего «Эвеланш» вывели Ничушкина из состава в конце апреля после инцидента в отеле с участием девушки и хоккеиста. Дальнейших последствий этот эпизод для Ничушкина не имел. «Колорадо» уступил «Сиэтлу» в первом раунде (3-4), Ничушкин впоследствии говорил, что мог бы сыграть во втором раунде плей-офф, если бы команда туда пробилась.
13 декабря 2023 года забросил 2 шайбы в ворота «Баффало Сейбрз» (5:1). Вторая из шайб стала для Ничушкина 100-й в регулярных сезонах НХЛ в 485 матчах. В январе 2024 года  Ничушкин обратился в программу помощи игрокам НХЛ. В заявлении от имени Ничушкина говорилось: «Моя цель — решить проблемы и предотвратить любые негативные последствия раз и навсегда. Я благодарю за понимание и поддержку мою жену, семью, друзей, организацию „Эвеланш“ и всех болельщиков. Я сделаю все, что в моих силах, чтобы вернуться на лед и присоединиться к команде как можно скорее». Ничушкин не играл за «Колорадо» с 10 января до 8 марта. Тем не менее в сезоне 2023/24 установил рекорд по набранным очкам (53) и заброшенным шайбам (28), хотя сыграл всего 54 матча в сезоне.
Забрасывал по шайбе в каждом из первых трёх матчей серии первого раунда плей-офф Кубка Стэнли 2024 года против «Виннипег Джетс» (команды, пропустившей меньше всего шайб в регулярном чемпионате). 28 апреля  в 4-м матче серии против «Джетс» (5:1) Ничушкин забросил три шайбы (две в большинстве и одну в пустые ворота), тем самым оформил свой первый хет-трик в НХЛ за 580 матчей. Ничушкин стал 10-м в истории российским хоккеистом, сделавшим хет-трик в плей-офф Кубка Стэнли. 30 апреля забросил шайбу в пятом матче серии против «Джетс» (6:3), который стал последним (4-1 в серии). 7 и 9 мая забросил по шайбе в первых двух матчах серии второго раунда плей-офф против «Даллас Старз» (4:3 ОТ и 3:5). Ничушкин повторил рекорд Пэта Лафонтена по голевой серии со старта плей-офф НХЛ. Лафонтен в 1992 году забросил 8 шайб в 7 матчах, а Ничушкин в 7 матчах отличился 9 раз. Ничушкин вышел на 15-е место по заброшенным шайбам в плей-офф среди всех российских хоккеистов в НХЛ — 23 шайбы в 71 матче. При этом по голам в регулярных сезонах Ничушкин не входит даже в топ-40 лучших снайперов среди российских хоккеистов. 11 мая в третьем матче серии против «Далласа» Ничушкин очков не набрал и не смог продлить свою голевую серию. Этот матч оказался последним для Ничушкина в плей-офф 2024 года.
13 мая 2024 года Ничушкин, который являлся лучшим снайпером текущего плей-офф с 9 голами в 8 матчах, был отстранён на 6 месяцев без сохранения заработной платы из-за нарушения условий программы лиги по помощи игрокам.
Остранение закончилось 16 ноября 2024 года: Ничушкин вернулся в состав «Колорадо» в матче с «Вашингтон Кэпиталз». В первых трёх играх после возвращения не набрал ни очка, зато в 4-й игре набрал 3 очка (1+2) в матче против «Флориды Пантерз» (7:4). 5 декабря сделал дубль в ворота «Каролины» (3:5).

### Карьера в сборной
Дважды участвовал на юниорских чемпионатах мира (2012, 2013).
На молодёжном чемпионате мира 2013 в Уфе стал бронзовым призёром. В матче за третье место со сборной Канады забил решающий гол в овертайме и принёс победу сборной России (5:6).
7 января 2014 года Ничушкин вошёл в список игроков национальной сборной России на зимние Олимпийские игры 2014. 13 февраля 2014 года в своём дебютном матче за сборную против команды Словении забросил шайбу.
На чемпионате мира 2017 года набрал 3 очка (0+3) в 6 матчах и помог сборной России завоевать бронзу.

## Достижения

### Командные

#### КХЛ
| Год  | Команда | Достижение                          |
| ---- | ------- | ----------------------------------- |
| 2013 | Трактор | Серебряный призёр Чемпионата России |
| 2018 | ЦСКА    | Серебряный призёр Чемпионата России |

#### НХЛ
| Год  | Команда  | Достижение              |
| ---- | -------- | ----------------------- |
| 2022 | Колорадо | Обладатель Кубка Стэнли |

#### Международные
| Год  | Команда | Достижение                                   |
| ---- | ------- | -------------------------------------------- |
| 2013 | Россия  | Бронзовый призёр молодёжного чемпионата мира |
| 2017 | Россия  | Бронзовый призёр чемпионата мира             |

### Индивидуальные

#### КХЛ
| Год  | Команда | Достижение                                |
| ---- | ------- | ----------------------------------------- |
| 2013 | Трактор | Обладатель «Приза им. Алексея Черепанова» |
| 2017 | ЦСКА    | Участник матча звёзд КХЛ                  |

## Статистика
| Легенда | Легенда                    | Легенда | Легенда                   | Легенда | Легенда    |
| ------- | -------------------------- | ------- | ------------------------- | ------- | ---------- |
| И       | Количество проведённых игр | Штр     | Штрафное время            | +/−     | Плюс-минус |
| Г       | Голы                       | П       | Голевые передачи          | О       | Очки       |
| -       | Статистика неизвестна      | —       | Статистика не учитывалась |         |            |